# جون ديك (سياسي أمريكي)
جون ديك (بالإنجليزية: John Dick)‏ هو قاضي وسياسي أمريكي، ولد في 17 يونيو 1794 في بيتسبرغ في الولايات المتحدة، وتوفي في 29 مايو 1872 في ميدفيل في الولايات المتحدة. حزبياً، نشط في حزب اليمين والحزب الجمهوري. وقد انتخب عضو مجلس النواب الأمريكي.